# 5. ceremonia wręczenia Oscarów
5. ceremonia rozdania Oscarów odbyła się 18 listopada 1932 roku w Hotelu Ambassador w Los Angeles.

## Laureaci i nominowani
Dla wyróżnienia zwycięzców poszczególnych kategorii, napisano ich pogrubioną czcionką oraz umieszczono na przedzie (tj. poza kolejnością nominacji na oficjalnych listach).

### Najlepszy Film
- wytwórnia: Metro-Goldwyn-Mayer – Ludzie w hotelu
- wytwórnia: United Artists – Arrowsmith
- wytwórnia: FOX – Zła dziewczyna
- wytwórnia: Metro-Goldwyn-Mayer – Mistrz
- wytwórnia: First National – Ostatnie wydanie
- wytwórnia: Paramount Pictures – Jedna godzina z tobą
- wytwórnia: Paramount Pictures – Szanghaj Ekspres
- wytwórnia: Paramount Pictures – Uśmiechnięty porucznik

### Najlepszy Aktor
- Wallace Beery – Mistrz[a]
- Fredric March – Doktor Jekyll i pan Hyde[a]
- Alfred Lunt – The Guardsman

### Najlepsza Aktorka
- Helen Hayes – Grzech Madelon Claudet
- Marie Dressler – Emma
- Lynn Fontanne – The Guardsman

### Najlepszy Reżyser
- Frank Borzage – Zła dziewczyna
- Josef von Sternberg – Szanghaj Ekspres
- King Vidor – Mistrz

### Najlepsze Materiały do Scenariusza
- Frances Marion – Mistrz
- Grover Jones i William Slavens McNutt – Lady and Gent
- Lucien Hubbard – The Star Witness
- Adela Rogers St. Johns i Jane Murfin – What Price Hollywood?

### Najlepszy Scenariusz Adaptowany
- Edwin Burke – Zła dziewczyna
- Sidney Howard – Arrowsmith
- Percy Heath i Samuel Hoffenstein – Doktor Jekyll i pan Hyde

### Najlepsze Zdjęcia
- Lee Garmes – Szanghaj Ekspres
- Ray June – Arrowsmith
- Karl Struss – Doktor Jekyll i pan Hyde

### Najlepsza Scenografia i Dekoracja Wnętrz
- Gordon Wiles – Transatlantyk
- Richard Day – Arrowsmith
- Lazare Meerson – Niech żyje wolność

### Najlepszy Dźwięk[b]
- Paramount Studio Sound Department
- Metro-Goldwyn-Mayer Studio Sound Department
- RKO Radio Studio Sound Department
- Warner Bros.-First National Studio Sound Department

### Najlepszy krótkometrażowy film animowany
- Walt Disney – Kwiaty i drzewa (z serii Silly Symphonies)
- Walt Disney – Sieroty Myszki Miki (z serii o Myszce Miki)
- Leon Schlesinger – It’s Got Me Again (z serii Zwariowane melodie)

### Najlepszy Krótkometrażowy Film Komediowy
- Hal Roach – The Music Box
- RKO Pictures – Scratch-As-Catch-Can
- Mack Sennett – The Loud Mouth

zdyskwalifikowana nominacja:
- RKO Pictures – Stout Hearts and Willing Hands

### Najlepsza Krótkometrażowa Nowela
- Mack Sennett – Wrestling Swordfish
- Paramount – Screen Souvenirs
- MGM – Swing High

### Oscary Honorowe i Specjalne
- Walt Disney – Za stworzenie postaci Myszki Miki

### Nagrody Naukowe i Techniczne

#### Klasa II
- Technicolor Motion Picture Corporation – za technologię koloru w filmach animowanych

#### Klasa III
- Eastman Kodak Company – za ich Type II-B Sensitometer